# 472-es főút (Magyarország)
A 472-es főút egy körülbelül 5,5 kilométer hosszú, másodrendű főút Csongrád-Csanád vármegye területén, Hódmezővásárhely egyik belső útja. Korábban a 47-es főút része volt, ameddig annak meg nem épült a város lakott területeit észak felől elkerülő szakasza.

## Nyomvonala
Hódmezővásárhely belvárosának déli peremén indul, egy körforgalmú csomópontból, nyugat-délnyugati irányban, ugyanabba a körforgalomba csatlakozik a 4459-es út is. Az országos közutak térképes nyilvántartását szolgáló kira.gov.hu adatbázisa (a lekérdezés 2020 októberi időpontjában) nem szerepeltette önálló kilométer-számozással: kezdőpontjaként a 199+496 kilométerszelvényt tüntette fel, ami eredetileg nyilvánvalóan a 47-es főútra vonatkozó útadat volt.
Osztott pályás, 2 x 2 sávos útként indul, és majdnem pontosan egy kilométer után éri el első nagyobb csomópontját, ahol a szintén többsávos Ady Endre utca torkollik bele észak felől – korábban egy időben ez az út is volt a 47-es főút része. Innét egy darabig helyi neve is van: Szegedi út néven folytatódik és így halad el a Szolnok–Hódmezővásárhely–Makó-vasútvonal és Szeged–Békéscsaba-vasútvonal Hódmezővásárhelyi Népkert vasútállomása mellett. A folytatásban a szegedi vonalat kíséri – a szolnoki kevéssel a megálló után északnak kanyarodik –, így halad addig, amíg el nem éri a 47-es főút elkerülő szakaszának csatlakozását. A különszintű csomópontban egy körhíd is létesült, melynek egy-egy le-, illetve felhajtó ága önállóan számozódik, 47 605-ös és 47 606-os számozással.
Az országos közutak térképes nyilvántartását szolgáló kira.gov.hu adatbázisa szerint az utolsó kilométerszelvénye 204+902, így a szakasz teljes hossza megközelítőleg 5,5 kilométer.

## Története
A Google Utcakép a fentebb leírt nyomvonalú utat 470-es útszámozással tünteti fel, a 472-es útszámozást pedig egy olyan útra alkalmazza (Hódtó és Újváros városrészek déli elkerülőjére, a 4459-es és a 4414-es utak városszéli körforgalmai között), amelyeket a kira.gov.hu ugyanazon lekérdezési időpontban számozatlan önkormányzati útként tüntet fel.